# Amegilla centralis
Amegilla centralis är en biart som först beskrevs av Cockerell 1930.  Amegilla centralis ingår i släktet Amegilla och familjen långtungebin. Inga underarter finns listade i Catalogue of Life.